# Наташа Ростова
Ната́ша (Натали) Росто́ва (полное имя Наталья Ильинична Ростова) — героиня романа Льва Толстого «Война и мир». Дочь Ильи Андреевича Ростова.

## Наташа в сюжете
В начале романа Наташа предстаёт тринадцатилетней девочкой. Она влюблена в Бориса Друбецкого, который живёт со своей матерью поблизости от Ростовых. Чуть позднее близким другом Наташи становится Пьер Безухов, который иногда приезжает к Ростовым. Когда Борис поступает на службу к Кутузову, Наташа охладевает к нему. Вскоре Пьер знакомит Наташу с князем Андреем Болконским, в которого Наташа влюбляется. Однако князь Николай Болконский — отец Андрея — считает Наташу неподходящей парой для своего сына. Он уговаривает сына отложить женитьбу на год. Во время его отсутствия Наташа увлекается Анатолем Курагиным, после чего разрывает помолвку с князем Андреем. Анатоль намеревается сбежать с Наташей и тайно обвенчаться, но об этом узнаёт Соня, двоюродная сестра Наташи, и предотвращает это.
Так как Наполеон начал своё наступление на Россию, Ростовы вынуждены переместиться в своё московское поместье. Во время приближения Наполеона к Москве многие раненые солдаты размещаются в доме Ростовых. Когда Ростовы планируют эвакуироваться из Москвы, Наташа просит своих родителей использовать их повозки для транспортировки раненых, а не для домашнего скарба. Увидев среди раненых князя Андрея, Наташа заботится о нём. Однако раны столь серьёзны, что князь Андрей умирает.
После оставления Наполеоном Москвы Наташа сближается с сестрой князя Андрея, княжной Марьей, которая очень благодарна Наташе за её заботу о князе Андрее. Горе объединяет их, и они становятся подругами. Также в ту пору Наташе стал близок Пьер Безухов, уже ставший вдовцом. В конце концов Наташа и Пьер вступили в брак, впоследствии у них родилось четверо детей.

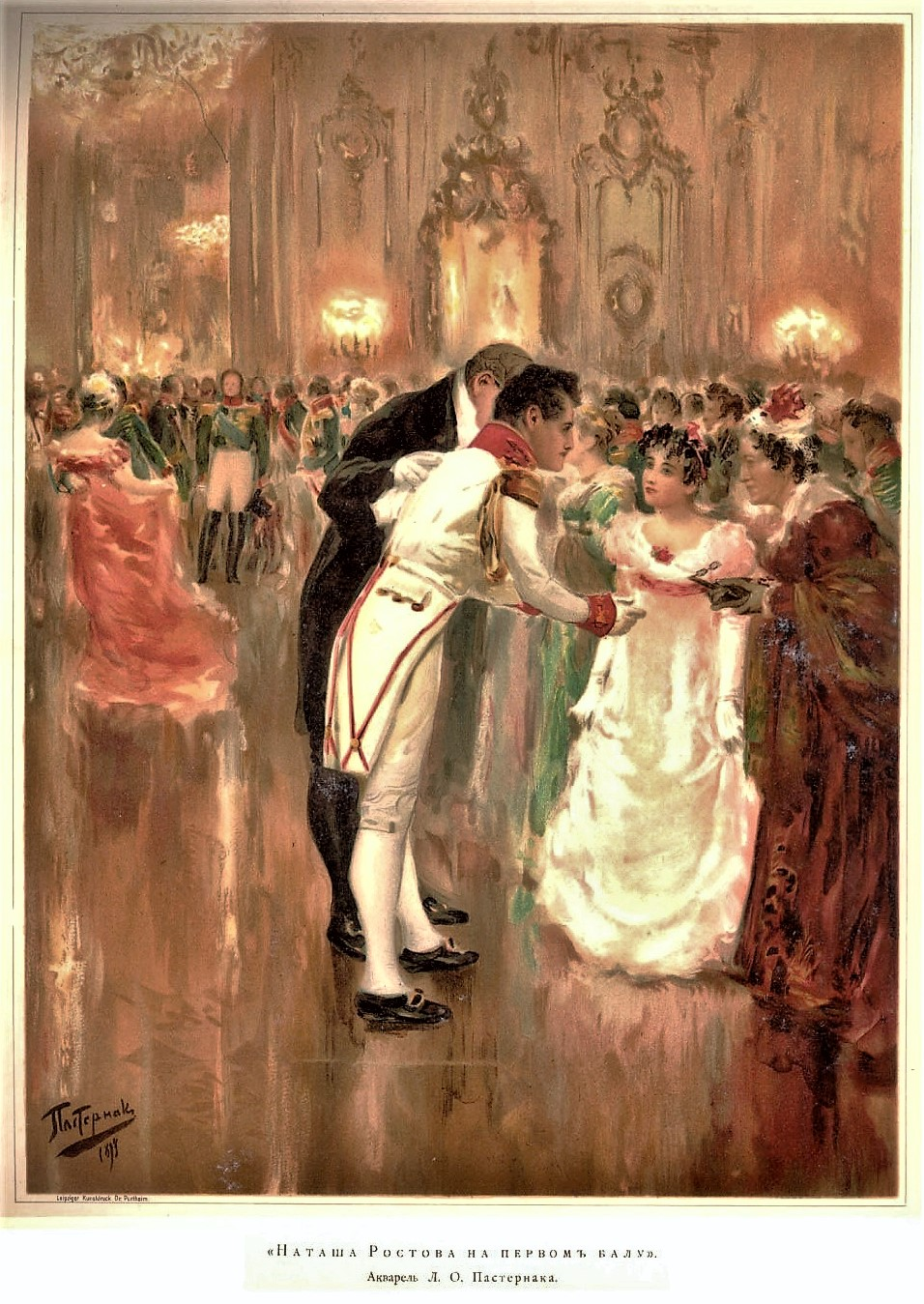
Андрей Болконский и Наташа Ростова на её первом балу. Пастернак, Леонид Осипович. «Первый бал Наташи Ростовой». 1893 год

## Образ Наташи
Частичными прототипами Наташи послужили жена писателя Софья Андреевна Толстая и его свояченица Татьяна Берс — музыкальная, с редким по красоте голосом женщина. Толстому приписывается такой отзыв о «моделях» Наташи: 
«Я взял Таню, перетолок её с Соней, и вышла Наташа».
Внешность Наташи в начале романа описывается так
Черноглазая, с большим ртом, некрасивая, но живая девочка, с своими детскими открытыми плечиками, которые, сжимаясь, двигались в своем корсаже от быстрого бега, с своими сбившимися назад чёрными кудрями, тоненькими оголёнными руками и маленькими ножками в кружевных панталончиках и открытых башмачках...
По мере развития событий романа Наташа Ростова превращается из живущей в атмосфере постоянной влюблённости непосредственной девочки в обаятельную и чутко реагирующую на все происходящее девушку. Её естественное обаяние, проживание полноты жизни, внутренняя красота, — противопоставляется в романе холодной красоте светских дам. В молодой Наташе Толстой воплотил своё понимание идеальной женской натуры, как гармонии духовного и телесного. Её образ несёт отпечаток неприязни Толстого к новым тогда идеям женской эмансипации.
Наташа — любимая героиня Толстого.
Мир Наташи исполнен живости и очарования молодости, но и ограничен.
По данной в романе характеристике, Наташа «не удостаивает быть умной», её отличительные черты — эмоциональность, естественность, непосредственность, отзывчивость вплоть до самозабвения, интуитивное и внерациональное понимание жизни «умом сердца».
Она — любящая дочь, заботливая сестра. Во многих сценах романа она помогает окружающим, знакомым и незнакомым, представляя собой пример действенной любви к ближнему. «Сущность её жизни — любовь» — так характеризует свою героиню Толстой.
Писатель подчеркивает, что то истинное понимание жизненных ценностей, причастность к народному чувству, которое достигается Пьером Безуховым и Андреем Болконским в результате сложнейших нравственных исканий, для Наташи является врождённым, естественным; в романе она служит его воплощением. Самые точные характеристики других героев зачастую исходят именно от Наташи.
В то же время Наташе, как и другим героям Толстого, свойственно ошибаться. Её естественное, инстинктивное стремление к счастью делает Наташу эгоистичной, что выражается в увлечении Анатолем Курагиным.

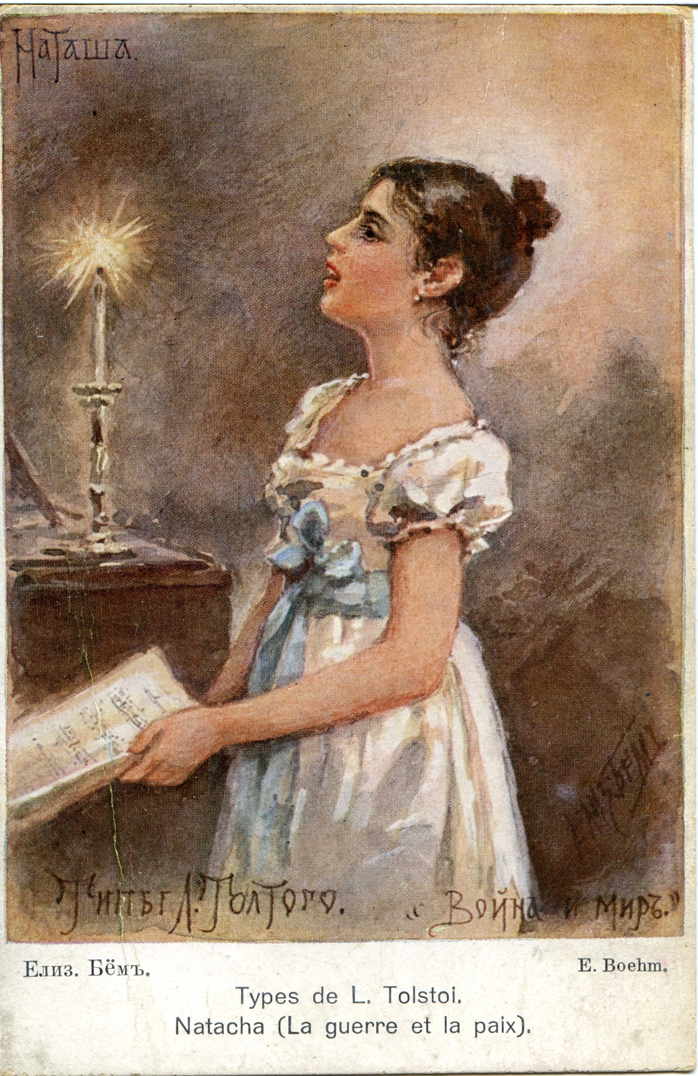
Наташа Ростова на открытке Елизаветы Бём

В эстетике Толстого сложность испытаний сама придаёт духовные силы героям. На примере Наташи, описывая её духовный кризис после смерти князя Андрея, Толстой описывал силу её переживаний как причину её нравственного выздоровления: «И все три причины упадка её духа носили в себе причины возрождения».
В характере Наташи Толстым показана большая внутренняя сила.
В конце романа Наташа показана как жена и мать семейства, полностью погруженная в его заботы.
В русском культурном сознании образ Наташи Ростовой связан прежде всего с такими сценами из романа, как первый бал Наташи, русская пляска в гостях у дядюшки и эпизод с ранеными, которым Наташа отдала все подводы во время эвакуации из Москвы.

## Экранизации
- В экранизации 1956 года американского кинорежиссёра Кинга Видора роль Наташи Ростовой исполнила Одри Хепбёрн.
- В советском четырёхсерийном фильме 1967 года роль Наташи воплотила на экране Людмила Савельева.
- В английской телеверсии «Войны и мира» 1972 года Наташу Ростову играет Мораг Худ.
- В совместном телесериале 2007 года России, Франции, Германии, Италии и Польши «Война и мир» роль Наташи исполнила французская актриса Клеманс Поэзи.
- В 2016 году вышла очередная английская телеверсия «Войны и мира», в которой Наташу Ростову сыграла Лили Джеймс.